# Estación de Daimiel
Daimiel es una estación ferroviaria situada en el municipio español de Daimiel, en la provincia de Ciudad Real, comunidad autónoma de Castilla-La Mancha. Dispone de servicios de media distancia operados por Renfe. En 2020 fue utilizada por un número de 4 557 usuarios.

## Situación ferroviaria
Las instalaciones se encuentran situadas en el punto kilométrico 218,8 de la línea férrea de ancho ibérico Manzanares-Ciudad Real, a 627 metros de altitud sobre el nivel del mar, entre las estaciones de Azuer y de Almagro. El tramo es de vía única y está electrificado. 

## Historia
El ferrocarril llegó a Daimiel el 1 de octubre de 1860 cuando la compañía MZA puso en funcionamiento el tramo Manzanares-Daimiel de la línea que buscaba unir Alcázar de San Juan con Ciudad Real. En 1941 la nacionalización de la red de ancho ibérico supuso que las instalaciones pasaran a depender de la recién creada RENFE. Durante la década de 1970 se procedió a electrificar el trazado, que entraría en servicio el 28 de noviembre de 1975. A raíz de esto se incrementó el tráfico de mercancías que atravesaba la estación, en buena medida procedente de la refinería de Puertollano. Tras el cierre de la línea Madrid-Ciudad Real, en 1988, durante algún tiempo el trazado entre Manzanares y Ciudad Real acogió los tráficos que hacían el servicio Madrid-Ciudad Real-Badajoz. 
Desde enero de 2005, tras la extinción de la antigua RENFE, el ente Adif es el titular de las instalaciones mientras que Renfe Operadora explota la línea.

## Servicios ferroviarios

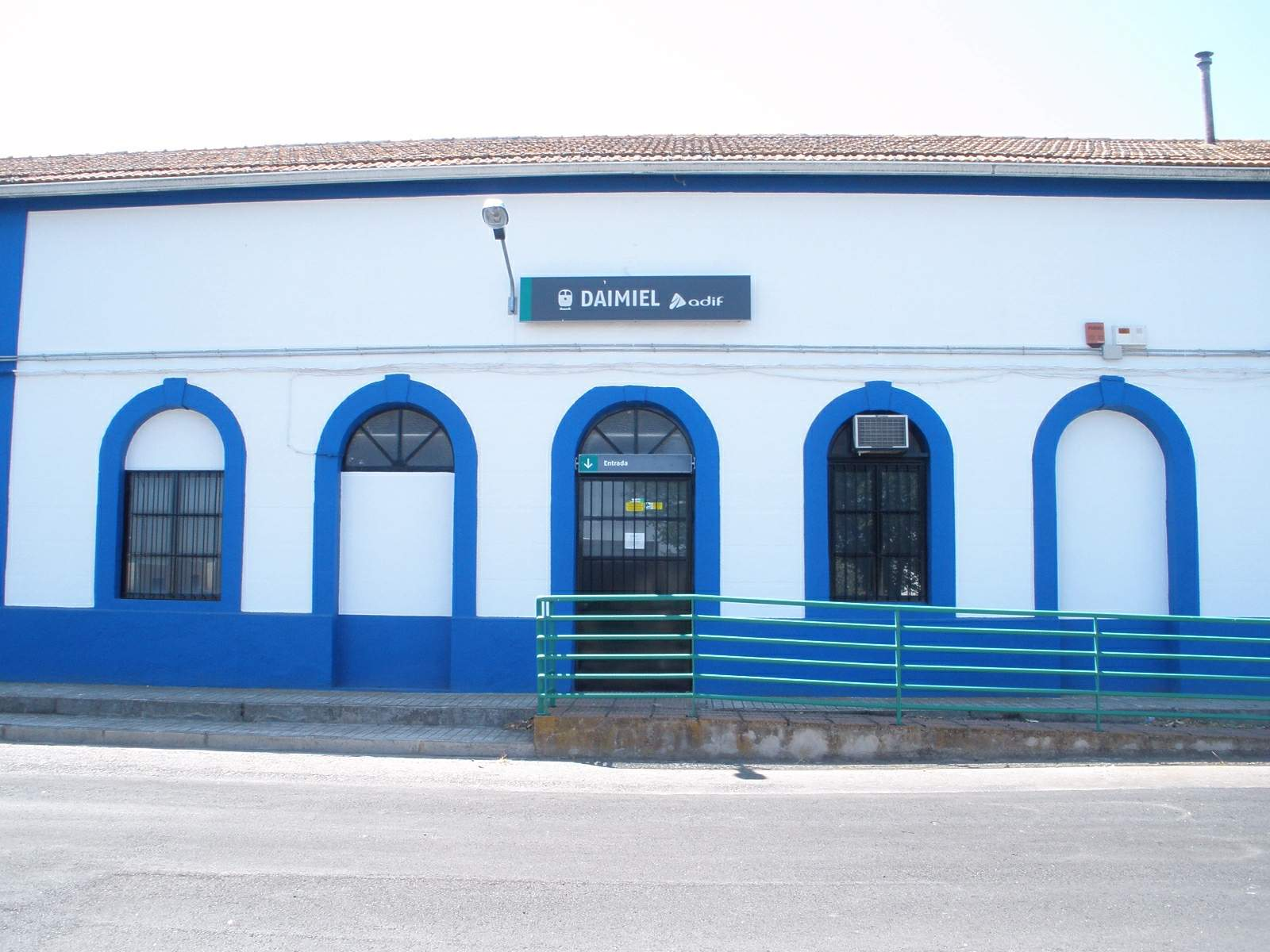
Aspecto del exterior de la estación en 2019

### Media distancia
Los servicios de Media Distancia de Renfe tienen como principales destinos, Alcázar de San Juan, Alicante, Badajoz y Ciudad Real.
| Línea MD | Trenes | Origen/Destino      |  | Destino/Origen                        |
| -------- | ------ | ------------------- |  | ------------------------------------- |
| '        | MD     | Alcázar de San Juan |  | Badajoz                               |
| 45       | MD     | Ciudad Real         |  | Alicante-Terminal Alcázar de San Juan |